# الإعاقة في إيران
سُجل أكثر من 1.87 مليون إيراني من ذوي الإعاقة، أو حوالي 4.2٪ من إجمالي السكان، لدى الحكومة وفقاً لبيانات 2015. على الرغم من أن القانون يتطلب جمع البيانات عن عدد الأفراد أصحاب الإعاقات، وكذلك عن أنواع الإعاقات؛ ومع ذلك، بعد إحصائية تعداد وطني منخفضة لعام 2011 - والتي زعمت أن 1.35٪ فقط من السكان يعانون من إعاقات - أزال مركز الإحصاء الإيراني جميع الأسئلة المتعلقة بالإعاقة من تعداد 2016. صرح كيوان دافاتغاران مدير مكتب «تمكين الأشخاص ذوي الإعاقة» التابع لمنظمة رعاية الدولة في إيران في 2014، أن حوالي 11٪ من السكان من ذوي الإعاقة.

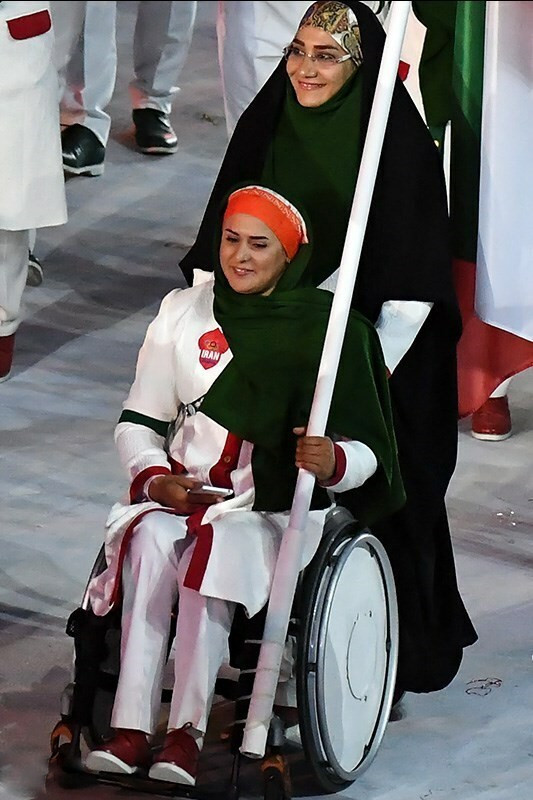
زهرة نعمتي، لاعبة الرماية الإيرانية، تحمل علم المنتخب الإيراني خلال حفل افتتاح دورة الألعاب الأولمبية الصيفية 2016.

## القوانين
تؤكد الفقرة 9 من المبدأ 3 من قانون جمهورية إيران الإسلامية على إزالة التمييز غير العادل وإنشاء مرافق عادلة لجميع الأفراد في السياقات المادية والروحية. وقد ألزمت القوانين الداعمة لحقوق الأفراد ذوي الإعاقة الحكومة بتوفير الأسس اللازمة لتأمين حقوقهم وتزويدهم بالدعم اللازم.
أقر مجلس الشورى الإسلامي تشريعاً في 2004، تحت عنوان القانون الشامل لحماية الأفراد ذوي الإعاقة وفي 16 مادة قانونية؛ وبعد 4 سنوات، في 2008، وافق مجلس الشورى على اتفاقية حقوق الأشخاص ذوي الإعاقة، وبذلك انضمت إيران إلى هذه الاتفاقية الدولية. قُدم مشروع قانون يدعم حقوق الأشخاص ذوي الإعاقة خلال رئاسة حسن روحاني؛ وقد وافق مجلس الشورى على هذا المشروع، تحت عنوان قانون حماية حقوق الأشخاص ذوي الإعاقة في مارس 2018، وأعلن الرئيس عن تنفيذه في مايو 2018. وعلى الرغم من ذلك، هناك العديد من المشاكل في مسار تنفيذ هذه القوانين التي تسببت في عدم إمكانية تطبيق العديد منها.
حصل 25٪ من الأفراد ذوي الإعاقة الذين سجلوا لدى منظمة الرعاية الاجتماعية الحكومية على معاشات إعاقة في 2016، وفقاً لحكومة إيران.

## الإعفاء من الخدمة العسكرية
وفقاً لقانون حماية الأشخاص ذوي الإعاقة في إيران، فإن الأفراد ذوي الإعاقة الذين يندرجون تحت الشروط النصية لهذا القانون معفون طبياً من الخدمة العسكرية. هناك تقارير معروفة لوسائل الإعلام والمواطنين بشأن انتشار التمييز في التوظيف تجاه الأشخاص المعفيين طبياً في المكاتب العامة والخاصة. نظراً لوجود الكثير من الضغوط الروحية والنفسية والاقتصادية على الأسر التي لديها طفل معاق، كان هناك في الماضي أيضاً إعفاء من الخدمة العسكرية للطفل السليم الآخر للأسرة التي لديها طفل معاق. ومع ذلك، في الوقت الحاضر، وفقاً للمادة 6 من القانون الشامل لحماية المعاقين، يمكن فقط للأسر التي لديها طفلان معاقان إعفاء طفلها السليم من الخدمة العسكرية.. الأفراد الذين لديهم آباء من ذوي الإعاقة، وفقاً لنص هذه القوانين، معفون من الخدمة العسكرية.

## مشكلات المدن
يواجه الأفراد ذوو الإعاقة مشكلات مختلفة في معظم المدن الإيرانية. تشمل هذه المشاكل الأرصفة الضيقة المبنية باستخدام مواد بناء غير مناسبة، وتدرج المنحدرات، وهبوط الشوارع؛ ونقص منحدرات الرصيف المناسبة؛ ووجود حواجز بين الرصيف والطريق، فضلاً عن عدم وجود جسر؛ وعدم ملاءمة الجسر، فضلاً عن عدم وجود معابر للمشاة ووصلات بين حافة الرصيف والرصيف ومصرف المياه؛ وغياب الرصف اللمسي للمكفوفين.
ذكرت صحيفة همشهري في فبراير 2021، أنه إلى جانب زيادة سعر معدات إعادة التأهيل للأشخاص ذوي الإعاقة، زاد بالمقابل سرقة المعدات التي يحتاجها الأشخاص ذوو الإعاقة؛ بالإضافة إلى ذلك، لا يملك العديد من الأفراد ذوي الإعاقة القدرة على شراء هذه المعدات.

## الجمعية الإيرانية للمكفوفين
الجمعية الإيرانية للمكفوفين هي مؤسسة خيرية في إيران تأسست في ديسمبر 1993. ووفقاً للبيانات الواردة عبر موقع هذه الجمعية على الإنترنت، فإن تعريف المجتمع بالحقوق الطبيعية للمواطنين ذوي الإعاقة البصرية والجهود المبذولة لتعزيز حقوقهم تعتبر من أهم أهداف هذه الجمعية.